# Javier Aguirre Onaindía
Pour les articles homonymes, voir Javier Aguirre et Aguirre.
Javier Aguirre Onaindía, né le 1er décembre 1958 à Mexico au Mexique, est un entraîneur de football mexicain.

## Biographie
Ancien joueur du Club América, d'Atlante, d'Osasuna et du Chivas (international mexicain il a participé à la Coupe du monde 1986 où l'équipe est éliminé aux tirs au but en quarts de finale), Aguirre commence sa carrière d'entraîneur en 1995 avec Atlante équipe de milieu de tableau au Mexique où il ne reste qu'une saison. Après deux années passées sans entraîner, il rejoint Pachuca qu'il dirige pendant trois saisons, remportant au passage un titre de Champion (Invierno) en 1999.
En 2001, la sélection mexicaine lui offre le poste de sélectionneur national. Il accepte et qualifie l'équipe pour le Mondial 2002. Le Mexique sera éliminé en huitièmes par les États-Unis. Au cours de cette période la sélection mexicaine atteint également la finale de la Copa America 2001, battue par la Colombie à Bogota. Sous la direction d'Aguirre, le Mexique remporte onze matchs, concédant trois nuls et quatre défaites (matchs officiels uniquement).
Il rejoint par la suite Osasuna, faisant progresser l'équipe et lui permettant même d'atteindre la quatrième place de la Liga en 2006 et la qualifiant ainsi pour le tour préliminaire de la Ligue des champions.
Au terme de cette saison, Javier Aguirre rejoint l'Atlético Madrid. Début février 2009, il est démis de ses fonctions pour manque de résultat. Le 3 avril 2009, il est nommé sélectionneur du Mexique.
Fin juin 2010, après l'élimination de son équipe en huitièmes de finale de la Coupe du monde de la FIFA, il démissionne de son poste de sélectionneur, estimant qu'il n'a pas rempli la mission qu'on lui a confiée, à savoir mener ses hommes jusqu'en quarts de finale.
Entre 2012 et 2014, il entraîne l'Espanyol de Barcelone.
Le 3 février 2015, la Fédération japonaise de football (JFA) limoge Javier Aguirre, car il est impliqué dans un scandale de match truqué à l'époque où il officiait en Espagne (le match de mai 2011 entre le Real Saragosse et Levante UD [2-1] est au cœur des soupçons). Lors d'une conférence de presse, le président de la JFA Kuniya Daini déclare que «le Japon estime devoir éviter le risque que cette affaire affecte nos qualifications dans le groupe Asie pour le Mondial. Nous avons pris la décision de mettre maintenant un terme au contrat du coach Aguirre».
Le 18 juin 2015, il est nommé entraîneur d'Al-Wahda aux Émirats arabes unis en remplacement de Sami al-Jaber.
Le 2 août 2018, il est nommé sélectionneur de l'Égypte. Le 7 juillet 2019, après l'élimination de l'Égypte en huitième de finale de la CAN, il est limogé. 
Le 4 novembre 2019, il rejoint le CD Leganés qui occupe la dernière place en première division espagnole. Le 20 juillet 2020, au lendemain de la relégation du club en deuxième division, à l'issue de la dernière journée de la Liga, Leganés se sépare d'Aguirre.
Le 7 décembre 2020, il est nommé entraineur du CF Monterrey et fait son retour dans le championnat mexicain après près de 20 ans. Il est démis de ses fonctions en février 2022.
Le 24 mars 2022, il devient le nouvel entraineur du RCD Majorque et s'engage jusqu'à la fin de la saison.

## Palmarès d'entraîneur
- Champion du Mexique Invierno 1999 avec Pachuca
- Vainqueur de la Gold Cup 2009 avec le Mexique
- Finaliste de la Copa America 2001 avec le Mexique
- Finaliste de la Copa del Rey 2005 avec Osasuna
- Finaliste de la Copa del Rey 2024 avec Majorque